# Dipodomys
Dipodomys es un género de roedores castorimorfos de la familia Heteromyidae conocidos comúnmente como ratas canguro. Son pequeños roedores nativos de Norteamérica. El nombre deriva de su forma bípeda, saltan como pequeños canguros. Sin embargo, las ratas canguro y los canguros solo están lejanamente emparentados.
Se conocen 22 especies. Su tamaño varía de 10 a 20 cm, con una cola de tamaño igual o ligeramente más larga; el peso puede ser entre 35 y 180 gramos. La característica más distintiva de las ratas canguro son sus muy largas patas traseras. 

## Características
Al igual que los jerbos de los desiertos de África y Asia y el ratón furioso del desierto australiano, las ratas canguro han desarrollado patas traseras altas, viven en profundas madrigueras que las refugian de lo peor del calor desértico, y rara vez beben agua. En cambio, tienen un metabolismo del agua altamente eficiente (sus riñones son por lo menos cuatro veces más eficientes en la retención de agua y la excreción de sal que los de los humanos) y manufacturan el agua mediante un proceso metabólico llamado fosforilación oxidativa. A pesar de compartir tantas características con los jerbos y con el ratón furioso, los tres grupos no se relacionan muy cercanamente; las similitudes son el resultado de una evolución convergente.

## Hábitat
Las ratas canguro se encuentran en áreas áridas y semiáridas de los Estados Unidos y México que mantienen algo de pasto u otra vegetación. Su dieta incluye semillas, hojas, tallos, capullos, alguna fruta e insectos. La mayoría de las especies de rata canguro usa sus madrigueras y enterramientos cercanos como reservas de comida contra la posibilidad de malas temporadas.

## Taxonomía
Se reconocen las siguientes especies:
- Dipodomys agilis (rata canguro ágil)
- Dipodomys californicus (rata canguro de California)
- Dipodomys compactus (rata canguro de la Costa del Golfo de México)
- Dipodomys deserti (rata canguro del desierto)
- Dipodomys elator (rata canguro de Texas)
- Dipodomys elephantinus (rata canguro de orejas grandes)
- Dipodomys gravipes (rata canguro de San Quintín)
- Dipodomys heermanni (rata canguro de Heerman)
- Dipodomys ingens (rata canguro gigante)
- Dipodomys insularis (rata canguro de la Isla San José)
- Dipodomys margaritae (rata canguro de la Isla Santa Margarita)
- Dipodomys merriami (rata canguro de Merriam)
- Dipodomys microps (rata canguro de Chisel-toothed)
- Dipodomys nelsoni (rata canguro de Nelson)
- Dipodomys nitratoides (rata canguro de Fresno)
- Dipodomys ordii (rata canguro de Ord)
- Dipodomys panamintinus (rata canguro de Panamint)
- Dipodomys phillipsii (rata canguro de Phillip)
- Dipodomys spectabilis (rata canguro de Bannertail)
- Dipodomys stephensi (rata canguro de Stephen)
- Dipodomys venustus (rata canguro de cara estrecha)